# アルフォンソ・デ・ヴィヌエサ
アルフォンソ・ガルシア・デ・ヴィヌエサ （Alfonso García de Vinuesa 1958年12月13日 - 1997年5月24日）は、スペイン・マドリード出身の元レーシングドライバー。

## 経歴

### フォーミュラ3
1984年にヨーロッパ・フォーミュラ3選手権でレースデビュー、エディ・ジョーダン・レーシングに所属した。1985年はドイツ・フォーミュラ3選手権に参戦。1986年もドイツF3に引き続き参戦し、1勝を挙げシリーズ7位となった。同年は国際F3000選手権にもスポット参戦した。

### フォーミュラ3000
1987年にBSオートモーティブとフルタイム参戦の契約を結び、国際F3000への本格参戦初年度となった。チームメイトはミシェル・フェルテ。しかし、第3戦スパ・フランコルシャンで負傷し以後を欠場。その間にフェルテは表彰台に立つなど活躍し、デ・ヴィヌエサはシーズン後半の2レースで復帰したが、予選落ちであった。シーズン最高順位は開幕戦シルバーストンでの6位だった。
1988年は前年ステファノ・モデナにタイトルをもたらしたチャンピオンチームであるマールボロ・オニクス・レーシングへ移籍。チームメイトはフォルカー・ヴァイドラーであった。しかしデ・ヴィヌエサは開幕から3連続で予選を通過できず、チームとの契約は解除されシートをラッセル・スペンスのために明け渡しオニクスを去った。その後はタンチェスター・レーシングとマジウィック・インターナショナルのシート獲得に成功してスポット出場したが、成績は上げられなかった。デ・ヴィヌエサは同年限りでプロレースから退いた。

## その後の人生と死
セカンドキャリアでは広告代理店を設立したが、最大のクライアントは1994年に破産してしまい、彼の広告代理店業務は閉鎖を余儀なくされる。兄は1993年に自死を選び、恋人もスキー事故により死去してしまった。
その後、新パートナーと結婚したが、それは離婚で終わり、1997年4月に再び婚約したときは、その婚約相手は交通事故で亡くなってしまった。そしてデ・ヴィヌエサ自身も、マドリードの高速道路で自分の車を停め、機械的な問題がないかチェックしていたところをトラックに衝突され、1か月余り後に死去した。

## レース成績

### ドイツ・フォーミュラ3選手権
| 年     | エントラント                     | シャシー         | エンジン | クラス | 1       | 2     | 3       | 4       | 5       | 6   | 7     | 8       | 9        | 10  | 11       | 12     | 13    | 14       | 順位 | ポイント |
| ------ | -------------------------------- | ---------------- | -------- | ------ | ------- | ----- | ------- | ------- | ------- | --- | ----- | ------- | -------- | --- | -------- | ------ | ----- | -------- | ---- | -------- |
| 1985年 | ヨーゼフ・カウフマン・レーシング | マルティニ・Mk45 | VW       | A      | ZOL     | NÜR   | HOC     | WUN     | AVU     | ÖST | ERD   | NOR     | HOC2 Ret | DIE | ZOL2 Ret | SAL 15 | SIE 8 | NÜR2 DNS | 25位 | 3        |
| 1986年 | Malte Bongers Motorsport         | レイナード 863   | VW       | A      | ZOL Ret | WUN 1 | HOC Ret | NOR Ret | ERD DNS | ÖST | NÜR 4 | ZOL2 10 | NÜR2     | SAL | NÜR3 3   |        |       |          | 7位  | 43       |

### 国際F3000選手権
| 年     | エントラント                     | シャーシ        | エンジン       | 1       | 2       | 3       | 4   | 5   | 6   | 7       | 8       | 9       | 10      | 11      | 順位 | ポイント |
| ------ | -------------------------------- | --------------- | -------------- | ------- | ------- | ------- | --- | --- | --- | ------- | ------- | ------- | ------- | ------- | ---- | -------- |
| 1986年 | ピーター・ゲシン・レーシング     | マーチ・86B     | コスワース DFV | SIL     | VLL     | PAU     | SPA | IMO | MUG | PER     | ÖST     | BIR     | BUG     | JAR Ret | NC   | 0        |
| 1987年 | BSオートモビル                   | ローラ・T87/50  | コスワース DFV | SIL 6   | VLL Ret | SPA 16  | PAU | DON | PER | BRH DNQ | BIR DNQ | IMO     | BUG     | JAR     | 19位 | 1        |
| 1988年 | オニクス・レーシング             | マーチ・88B     | コスワース DFV | JER DNQ | VLL DNQ | PAU DNQ | SIL | MNZ | PER |         |         |         |         |         | NC   | 0        |
| 1988年 | タンチェスター・レーシング       | レイナード・88D | コスワース DFV |         |         |         |     |     |     | BRH DNQ | BIR Ret | BUG DNQ |         |         | NC   | 0        |
| 1988年 | マジウィック・インターナショナル | レイナード・88D | コスワース DFV |         |         |         |     |     |     |         |         |         | ZOL DNQ | DIJ DNQ | NC   | 0        |